# Кремпа (Великопольське воєводство)
Кремпа (пол. Krępa) — село в Польщі, у гміні Тулішкув Турецького повіту Великопольського воєводства.
Населення — 263 особи (2011).
У 1975-1998 роках село належало до Конінського воєводства.

## Демографія
Демографічна структура станом на 31 березня 2011 року:
|          | Загалом | Допрацездатний вік | Працездатний вік | Постпрацездатний вік |
| -------- | ------- | ------------------ | ---------------- | -------------------- |
| Чоловіки | 127     | 26                 | 90               | 11                   |
| Жінки    | 136     | 31                 | 77               | 28                   |
| Разом    | 263     | 57                 | 167              | 39                   |